# Raphaël Birtchansky
Raphaël Birtchansky, né le 23 mars 1883 à Moscou et mort le 26 août 1953 à Nogent-sur-Marne, est un artiste peintre russe du XXe siècle actif en France. Élève des peintres impressionnistes russes, dont Isaac Levitan, il peint essentiellement des paysages, dans le style impressionniste, et des natures mortes (beaucoup de bouquets de fleurs : lilas, etc.)

## Biographie
Raphaël Birtchansky est né à Moscou, de Pierre Birtchansky et Theresa (Tauba) Levitan. C'est à l'âge de douze ans qu'il commence le dessin et la peinture, il se perfectionne auprès de son oncle maternel Isaac Levitan. Il épouse Emilie Wilhelmine Frédérique Muller. Le couple donnera naissance à leur fille Tamara Stella Birtchansky (1917-2015).
Son frère cadet Léo Birchansky (1887–1949) est également artiste peintre, mais émigrera aux États-Unis.
Artiste-peintre à Saint-Pétersbourg, Raphaël Birtchansky est à Asnières, en 1914, pour le mariage de son cousin, Léon Birtchanski (1890-1957), marchand de tableaux. Il a son atelier à Paris et il est présenté au public lors d'une exposition personnelle. Il participe au Salon d'Automne en 1936 et au Salon des indépendants en 1937. Raphaël Birtchansky a également exposé à la Galerie Charpentier. En 1943, il réside Rue Marbeuf à Paris. 
À son retour d'une dernière exposition à Vittel, en 1953, il meurt à Issy-les-Moulineaux où il est enterré. Son frère Zacharie Birtschansky (1889-1961), possédait une galerie sur le Boulevard Haussmann.

## Œuvres
- Coquelicots, huile sur toile[8]
- Panneau de fleurs, huile sur carton[9]
- Paysage imaginaire de Russie
- Vue des Pyrénées
- Paysage maritime

## Revue
- « Artistes d'aujourd'hui Raphaël Birtchansky », L'Art vivant, Les Nouvelles littéraires,‎ 1935